# Drum național 12C
Der Drum național 12C (rumänisch für „Nationalstraße 12C“, kurz DN12C) ist eine Hauptstraße in Rumänien.

## Verlauf

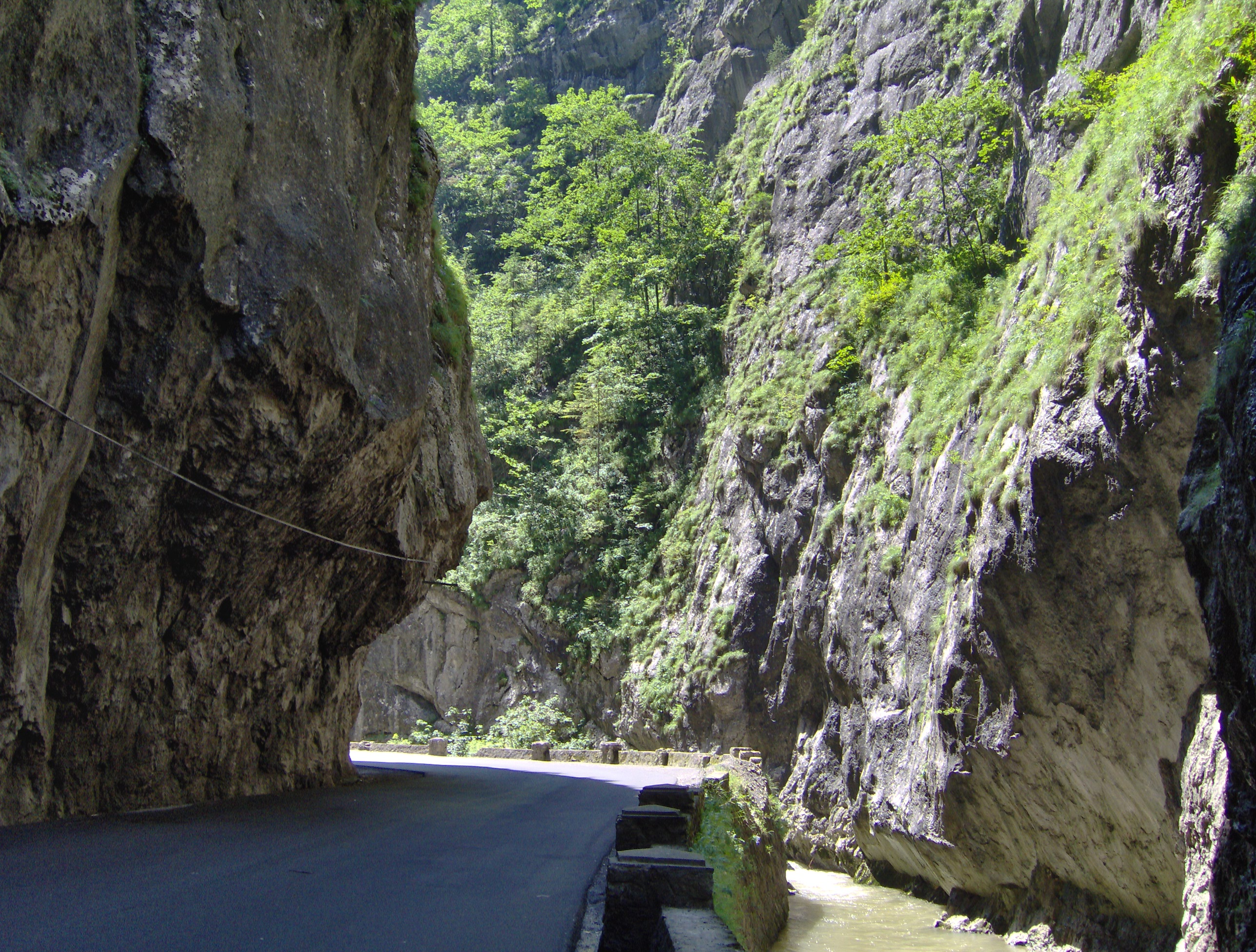
Sie Straße in der Bicaz-Schlucht

Die Straße zweigt in Gheorgheni nach Nordosten vom Drum național 12 (Europastraße 578) ab und durchquert die Ostkarpaten. Dabei übersteigt sie den Pasul Pângarați (1256 m). Von dort aus folgt sie dem Lauf des Bicaz durch die Bicaz-Klamm in nordöstlicher Richtung nach Bicaz, wo sie auf den Drum național 15 trifft und an diesem endet.
Die Länge der Straße beträgt rund 55 Kilometer.